# 393 Lampetia
393 Lampetia је астероид главног астероидног појаса са пречником од приближно 96,89 km.
Афел астероида је на удаљености од 3,701 астрономских јединица (АЈ) од Сунца, а перихел на 1,855 АЈ.
Ексцентрицитет орбите износи 0,332, инклинација (нагиб) орбите у односу на раван еклиптике 14,875 степени, а орбитални период износи 1691,530 дана (4,631 године).
Апсолутна магнитуда астероида је 8,39 а геометријски албедо 0,082.
Астероид је откривен 4. новембра 1894. године.